# Шульце, Даниэла
Даниэ́ла Шу́льце (нем. Daniela Schultze, род. 3 ноября 1990 года, Котбус, Германия) — немецкая гребчиха, участница летних Олимпийских игр 2012 года, чемпионка мира среди юниоров.

## Спортивная биография
Первый успех к Даниэле Шульце пришёл в 2011 году в голландском Амстердаме, когда немецкая спортсменка вместе с Марайке Адамс стала чемпионкой мира среди юниоров в соревнованиях двоек парных. В мае 2012 года Шульце в рамках заключительной олимпийской квалификации в швейцарском Люцерне в составе немецкой восьмёрки смогла завоевать лицензию на летние Олимпийские игры.
Летом 2012 года Шульце дебютировала на летних Олимпийских играх в Лондоне. Немецкая восьмёрка изначально не рассматривалась в качестве претендентов на медали, что и подтвердилось во время соревнований. В первом раунде немецкий экипаж занял в своём заплыве заключительное 4-е место, отстав от лидера на 20 секунд, а в дополнительной гонке немецкая восьмёрка заняла последнее 5-е место и стала единственным экипажем на турнире, который не пробился в финал.